# Міртіллокактус геометричний
Міртіллокактус геометричний (Myrtillocactus geometrizans) (чорничний кактус, блакитний миртовий кактус або блакитна свічка ) — вид кактусів із роду Myrtillocactus, що походить із центральної та північної Мексики.

## Опис
Міртіллокактус геометричний — великий кущоподібний кактус, що досягає 4–5 м заввишки, на дорослих рослинах розгалужені канделябри. Окремих стебел 6–10 см діаметром, з п’ятьма (іноді шістьма) ребрами, з ареолами, розташованими на 1,5–3 см одна від одної. Квітки кремово-білі, 2–2,5 см діаметр. Плід — їстівна темно-фіолетова ягода 1—2 см діаметром, зовні схожий на плід Vaccinium myrtillus (чорниці); як наукова, так і англійська назви походять від цієї подібності.

## Культивування
Це популярний вид у культивуванні, де молоді рослини зазвичай залишаються нерозгалуженими протягом багатьох років. Плоди їстівні і продаються для споживання в Мексиці.
Чорничний кактус швидко росте, тому його часто використовують як підщепу. За сприятливих умов він може досягати висоти до 15 футів (4.57 м).
Культивар фукурокурюзінбоку (福禄竜神木) з Японії, широко відомий як «кактус синиць» або «грудний кактус», має надзвичайно пухкі ребра, що нагадують людські груди. Фукурокурюзінбоку приблизно перекладається як удача (фуку), феод/щастя (року), дракон (рю), синтоїстський бог/дух (джін), дерево (боку). Він був названий на честь Фукурокудзю і Рюдзіна, двох із семи щасливих богів у японській міфології.

## Примітки

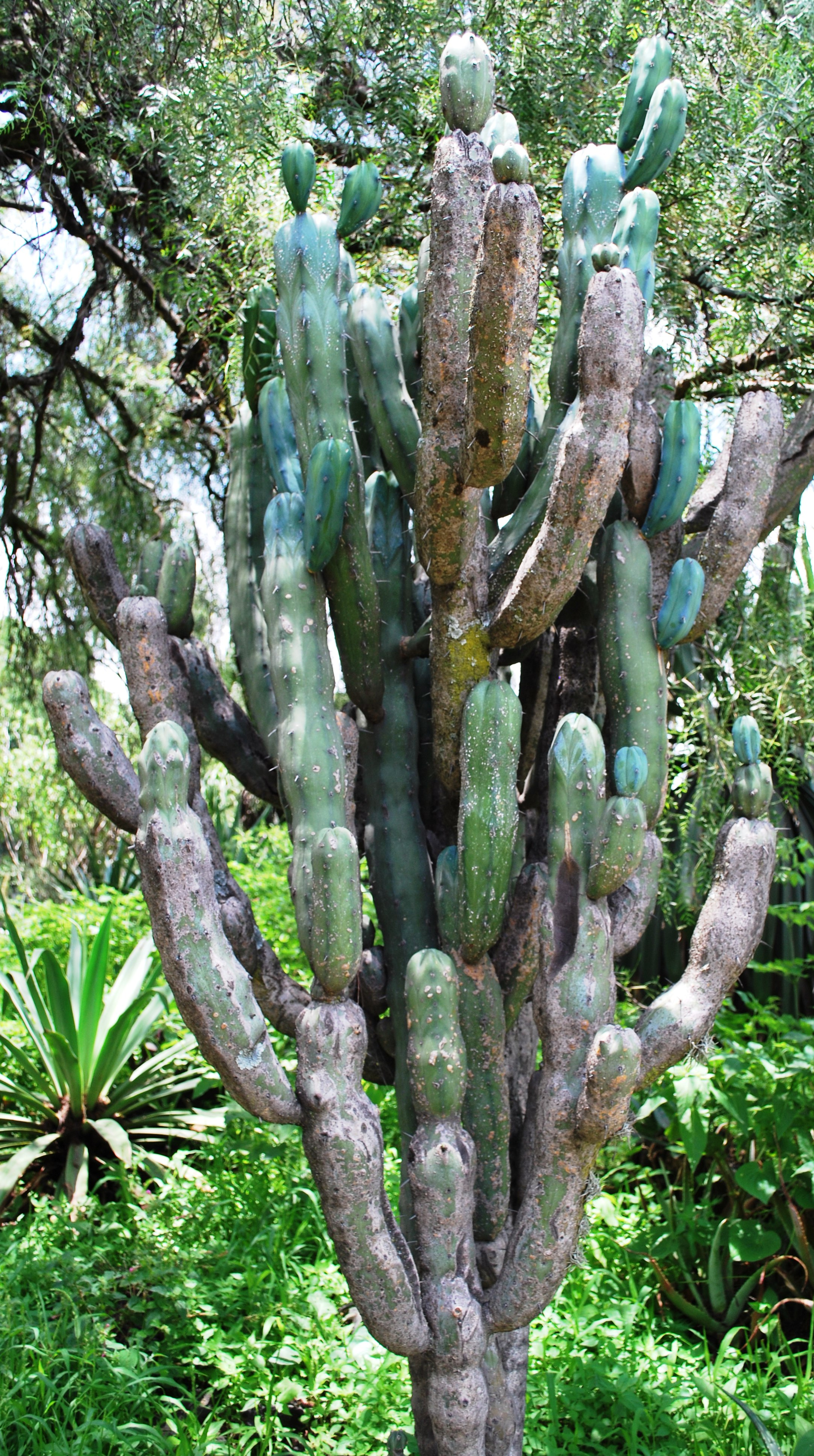
Myrtillocactus geometrizans у ботанічному саду UNAM, Мехіко.